# Trimellietzuur
Trimellietzuur is een aromatische carbonzuur met drie carboxygroepen verbonden aan een benzeenring. Het is een van drie mogelijke structuurisomeren van benzeentricarbonzuur; de andere zijn hemimellietzuur (benzeen-1,2,3-tricarbonzuur) en trimesinezuur (benzeen-1,3,5-tricarbonzuur).

## Synthese
De meest gebruikte productiemethode voor trimellietzuur is de katalytische oxidatie met luchtzuurstof van 1,2,4-trimethylbenzeen (ook wel pseudocumeen genoemd). De reactie gebeurt tussen 120 en 275 °C, in de vloeibare fase, met azijnzuur als oplosmiddel en als katalysator een overgangsmetaal (bijvoorbeeld mangaan, zirkonium of kobalt) in combinatie met een bron van broom (bijvoorbeeld kaliumbromide of ammoniumbromide). Na de reactie koelt men het mengsel af waardoor het trimellietzuur uitkristalliseert en kan afgescheiden en verder gezuiverd worden.

## Toepassingen
Trimellietzuur zelf heeft geen commerciële toepassingen. Alle commercieel geproduceerd trimellietzuur wordt omgezet in de intramoleculaire 1,2-anhydridevorm trimellietzuuranhydride (TMA), dat men verkrijgt door verwarming van het trimellietzuur.